# Miconia membranacea
Miconia membranacea är en tvåhjärtbladig växtart som beskrevs av José Jéronimo Triana. Miconia membranacea ingår i släktet Miconia och familjen Melastomataceae. Inga underarter finns listade i Catalogue of Life.